# Büttelei Lohr
Die Büttelei Lohr  war im Mittelalter und in der frühen Neuzeit ein historischer Verwaltungsbezirk im unteren Elsass.

## Umfang
Zur Büttelei Lohr gehörten die Dörfer Lohr und Wintersburg.

## Geschichte
Die „Büttelei“ entsprach in ihrer Funktion einem kleinen Amt.
Bei den beiden Teilungen der Herrschaft Lichtenberg, die um 1330 und im Jahr 1335 stattfanden, wird die Büttelei als Bestandteil dieser Herrschaft genannt. Sie wird dabei dem Landesteil der „mittleren Linie“, den Nachkommen Ludwigs III. von Lichtenberg, zugewiesen. Dabei gehörten die beiden zugehörigen Dörfer nur je zur Hälfte zur Herrschaft Lichtenberg.
1396 war die Büttelei dann ein Teil des Pfandes für die Mitgift anlässlich der Heirat von Adelheid von Lichtenberg, Tochter von Johann IV. von Lichtenberg, mit Johann von Finstingen. Erst unter den Nachfolgern der Lichtenberger, den Grafen von Hanau-Lichtenberg, wurde die Pfandschaft 1544 wieder ausgelöst.